# Lodowiec Smoka
Lodowiec Smoka (ang. Dragon Glacier) – lodowiec na Wyspie Króla Jerzego, nad Zatoką Martela, u podnóża Góry Wawel na półwyspie Kraków Peninsula, łączy się z Kopułą Krakowa.
Nazwa nadana przez polską ekspedycję antarktyczną nawiązuje do smoka wawelskiego.